# Rensis Likert

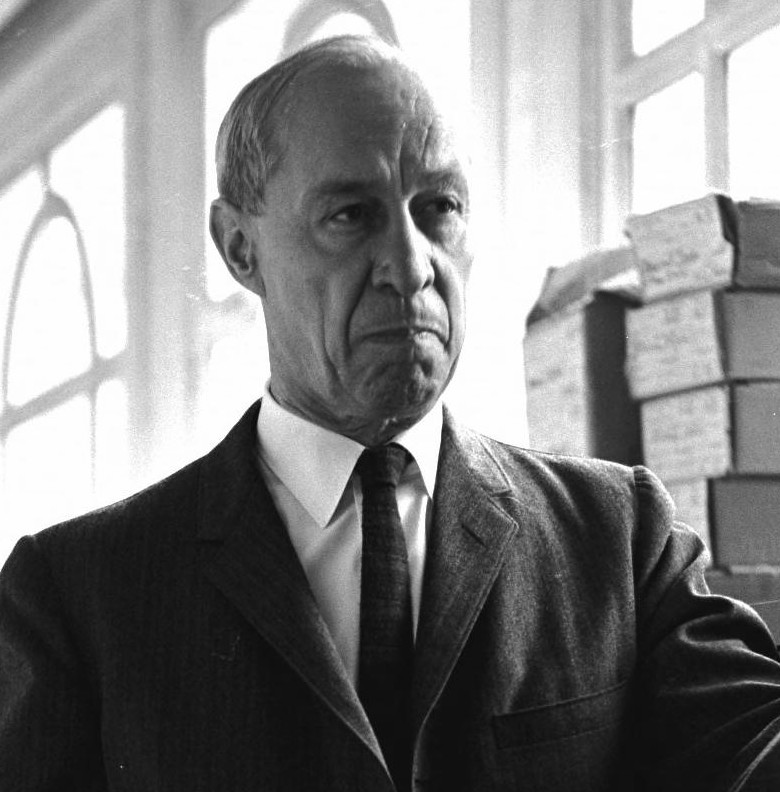

Rensis Likert (Cheyenne (Wyoming), 5 augustus 1903 - Ann Arbor (Michigan), 3 september 1981) was een Amerikaans socioloog en psycholoog. Hij is bekend door zijn onderzoek van managementstijlen. Likert heeft de naar hem genoemde likertschaal en het Linking pin model ontwikkeld.
De boeken die hij heeft geschreven waren van 1960 tot 1970 populair in Azië, met name in Japan , en de impact die ze hebben gehad, kan nog steeds in Japanse organisaties worden waargenomen.

## Levensloop
Likert is geboren in Cheyenne, waar zijn vader ingenieur was bij de Union Pacific Railroad. Na zijn opleiding tot ingenieur ging hij, in navolging van zijn vader, ook aan het werk bij deze Union Pacific Railroad. Tijdens de staking van 1922 zag hij dat de communicatie tussen de twee partijen niet goed verliep. Dit had zo'n indruk op hem gemaakt dat hij de rest van zijn leven organisaties en hun gedrag ging bestuderen.
Likert ontwikkelde de likertschaal (het bekendste van zijn werken) en het Linking-pinprincipe.

## Centraal aspect van zijn theorieën
Toezicht houden op de werknemer als individu, beschouwt Likert als effectiever, dan louter prestatiegericht toezicht op de medewerker. 

Hoe meer toezicht op de medewerker, hoe minder arbeidsproductief deze dan zou worden.

## Boeken
- New Ways of Managing Conflict (1976)
- Human organization (1967)
- New patterns of management (1961)

Co-redacteur:
- Some applications of behavioural research (1957)